# Oostende voor Anker
Oostende voor Anker (Amarrage à Ostende of Ostende à l'Ancre - Ostend at Anchor - Ostende vor Anker) is een jaarlijks maritiem festival in Oostende. Het evenement duurt vier dagen en vindt telkens plaats eind mei / begin juni. Het werd voor het eerst georganiseerd in 2000.
Het evenement speelt zich af in de omgeving van het station van Oostende, het Mercatordok, het Montgomerydok, de Vindictivelaan en het Sint-Petrus- & Paulusplein. Naast een maritieme markt, is het vooral een ontmoeting voor historische schepen van allerlei soort.
Het festival ontstond onder impuls van het stadsbestuur. Na de continue achteruitgang van de visserij en vooral na het einde van de Regie voor Maritiem Transport in 1997, wilde het Oostende prominenter op de maritieme kaart zetten. Het evenement startte bescheiden in het jaar 2000. Hoogtepunt toen was het uit het water hijsen van de laatste IJslandvaarder, de Amandine O.129. Sindsdien is dit vissersschip een museum.
Vele jaren was de Grand Turk de grootste attractie. Deze driemaster werd in 2010 herdoopt tot Etoile du Roy. Andere grote zeilschepen die het festival in de loop van de jaren aandeden, waren onder meer de Mercedes, Sedov en Kruzenstern.
Het evenement werd tot 2018 georganiseerd door de gelijknamige vzw, maar vanaf 2019 nam Toerisme Oostende de organisatie over.

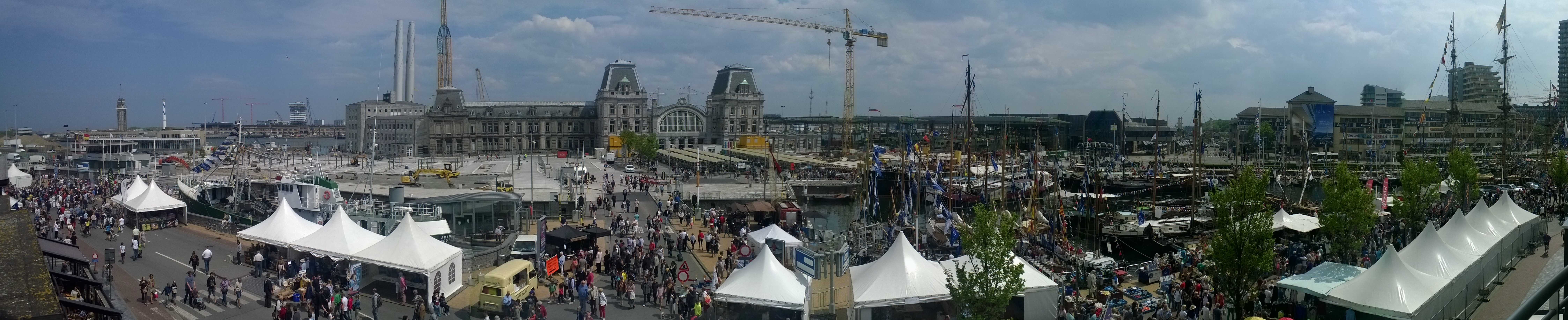
Oostende voor Anker in 2018

## Overzicht van de edities
Sinds de vierde editie werkt het maritiem festival telkens rond een thema. In 2003 stonden de Vikings centraal en in 2004 werd het Beleg van Oostende herdacht dat 400 jaar eerder eindigde. Het thema in 2015 was Redding op zee.
| Editie | Jaar | Van...         | tot            | Thema                                            | Blikvangers                                                    | Aantal bezoekers                   |
| ------ | ---- | -------------- | -------------- | ------------------------------------------------ | -------------------------------------------------------------- | ---------------------------------- |
| 1      | 2000 |                |                | Geen thema                                       |                                                                | 50.000 tot 60.000                  |
| 2      | 2001 | do 24 mei 2001 | zo 27 mei 2001 | Geen thema                                       | Grand Turk                                                     | 50.000 tot 60.000                  |
| 3      | 2002 | do 23 mei 2002 | zo 26 mei 2002 | Geen thema                                       |                                                                | 135.000                            |
| 4      | 2003 | do 22 mei 2003 | zo 25 mei 2003 | Vikings                                          | Grand Turk                                                     |                                    |
| 5      | 2004 | vr 28 mei 2004 | ma 31 mei 2004 | Beleg van Oostende                               |                                                                |                                    |
| 6      | 2005 | do 26 mei 2005 | zo 29 mei 2005 | Gastland Frankrijk                               |                                                                | 220.000                            |
| 7      | 2006 | do 25 mei 2006 | zo 28 mei 2006 | Gastland Ierland                                 |                                                                |                                    |
| 8      | 2007 | vr 25 mei 2007 | ma 28 mei 2007 | Kuifje aan Zee                                   |                                                                |                                    |
| 9      | 2008 | do 22 mei 2008 | zo 25 mei 2008 | Belgen op de Zuidpool                            |                                                                |                                    |
| 10     | 2009 | vr 29 mei 2009 | ma 1 juni 2009 | Jubileum: tiende editie                          |                                                                | 280.000                            |
| 11     | 2010 | do 27 mei 2010 | zo 30 mei 2010 | De Oostendse Kapers                              |                                                                |                                    |
| 12     | 2011 | do 26 mei 2011 | zo 29 mei 2011 | Het klassieke Draakjacht                         |                                                                |                                    |
| 13     | 2012 | vr 25 mei 2012 | ma 28 mei 2012 | Oostende voor Anker onder Stoom                  |                                                                | 250.000                            |
| 14     | 2013 | do 23 mei 2013 | zo 26 mei 2013 | Schepen van de Middeleeuwen                      | Etoile du Roy                                                  | 180.000                            |
| 15     | 2014 | do 29 mei 2014 | zo 1 juni 2014 | 70e verjaardag bevrijding van Oostende           | Etoile du Roy                                                  | 270.000                            |
| 16     | 2015 | do 28 mei 2015 | zo 31 mei 2015 | Redding op Zee                                   | Reddingsboten - Etoile du Roy - Marjorie II - Wetwheels Solent | 175.000                            |
| 17     | 2016 | do 26 mei 2016 | zo 29 mei 2016 | Folklore in de Visserij                          | Hydrograaf                                                     | 165.000                            |
| 18     | 2017 | do 25 mei 2017 | zo 28 mei 2017 | Binnenscheepvaart                                | Kruzenstern                                                    | 250.000                            |
| 19     | 2018 | do 10 mei 2018 | zo 13 mei 2018 | Honderdste verjaardag van de raid HMS Vindictive | Hydrograaf, Belem, Shtandart                                   | 225.000                            |
| 20     | 2019 | do 23 mei 2019 | zo 26 mei 2019 | De parel van Oostende, de Barkentijn Mercator    | Wetwheels South East                                           | 200.000                            |
|        | 2020 | vr 29 mei 2020 | ma 1 juni 2020 | Oostende voor Anker - Ensor in zee               |                                                                | Geannuleerd door de coronapandemie |
|        | 2021 | do 27 mei 2021 | zo 30 mei 2021 |                                                  |                                                                | Geannuleerd door de coronapandemie |
| 21     | 2022 | do 19 mei 2022 | zo 22 mei 2022 |                                                  |                                                                |                                    |
| 22     | 2023 | do 1 juni 2023 | zo 4 juni 2023 |                                                  |                                                                |                                    |
| 23     | 2024 | do 23 mei 2024 | zo 26 mei 2024 | Ontdekkingen op Zee                              | Nao Victoria, El Galéon, Artemis                               | > 200.000                          |
| 24     | 2025 | do 22 mei 2025 | zo 25 mei 2025 |                                                  |                                                                |                                    |